# امرات نگار
امرات نگار (به انگلیسی: Amrut Nagar) یک منطقهٔ مسکونی در هند است که در مهاراشترا واقع شده‌است.